# Toro Rosso STR10
Chronologie des modèles (2015)
Toro Rosso STR9 Toro Rosso STR11
La Toro Rosso STR10 est la monoplace de Formule 1 engagée par l'écurie italienne Scuderia Toro Rosso dans le cadre du championnat du monde de Formule 1 2015. Elle est pilotée par deux pilotes qui font leurs débuts dans la discipline : le Néerlandais Max Verstappen, en provenance du championnat d'Europe de Formule 3, et l'Espagnol Carlos Sainz Jr., champion du Formula Renault 3.5 Series 2014. Le pilote-essayeur est toujours le Suisse Sébastien Buemi. 
Conçue par l'ingénieur britannique James Key, la STR10 est présentée le 31 janvier 2015 sur le circuit permanent de Jerez en Espagne. Évolution de la Toro Rosso STR9 de 2014, elle s'en distingue notamment par son poids, augmenté de onze kilogrammes.

## Création de la monoplace
En 2015, l'écurie de Faenza engage le plus jeune duo de pilotes de l'histoire de la Formule 1, Verstappen ayant 17 ans et Sainz 20 ans. Franz Tost, le directeur de Toro Rosso, met toutefois en avant leur expérience acquise depuis le karting et leur capacité d'adaptation. L'arrivée de l'Espagnol chez Toro Rosso a permis à cette dernière la signature d'un partenariat avec la marque de bière sans alcool Estrella Galicia 0.0, dont le logo est visible sur les combinaisons des membres de l'écurie,.
Pour les dix ans de l'écurie en Formule, Tost a pour objectif la cinquième place au championnat du monde des constructeurs : « Pour cela, nos pilotes devront globalement marquer des points lors de chaque course. C'est ce qu'il faut viser et notre équipe a pensé cette nouvelle auto avec cela en tête. Nos ressources peuvent nous permettre de bien développer. Nous avons des partenaires solides et fidèles qui nous font grandement confiance, qui aiment notre audace. Nous sommes fiers d'être agressifs. Nous sommes fiers d'être Toro Rosso ».
À propos de la monoplace, Tost déclare qu'il s'agit de « la meilleure voiture » conçue par Toro Rosso, précisant que les efforts ont été portés sur la partie aérodynamique, ainsi que sur les suspensions avant et arrière, nouvelles sur la STR10. Concernant le nez de la monoplace, James Key, le directeur technique de l'écurie, avoue qu'il ne s'agit pas de « la plus belle chose à regarder », expliquant que les ailerons avant et arrière de la STR10 seront modifiés d'ici le début de la saison,.
La STR10 a effectué une séance promotionnelle de déverminage de 100 kilomètres le 28 janvier sur le circuit de Misano en Italie.

## Résultats en championnat du monde de Formule 1
| Saison | Écurie              | Moteur                          | Pneus   | Pilotes          | Courses | Courses | Courses | Courses | Courses | Courses | Courses | Courses | Courses | Courses | Courses | Courses | Courses | Courses | Courses | Courses | Courses | Courses | Courses | Points inscrits | Classement |
| Saison | Écurie              | Moteur                          | Pneus   | Pilotes          | 1       | 2       | 3       | 4       | 5       | 6       | 7       | 8       | 9       | 10      | 11      | 12      | 13      | 14      | 15      | 16      | 17      | 18      | 19      | Points inscrits | Classement |
| ------ | ------------------- | ------------------------------- | ------- | ---------------- | ------- | ------- | ------- | ------- | ------- | ------- | ------- | ------- | ------- | ------- | ------- | ------- | ------- | ------- | ------- | ------- | ------- | ------- | ------- | --------------- | ---------- |
| 2015   | Scuderia Toro Rosso | Renault Energy F1-2015 V6 Turbo | Pirelli |                  | AUS     | MAL     | CHI     | BAH     | ESP     | MON     | CAN     | AUT     | GBR     | HON     | BEL     | ITA     | SIN     | JAP     | RUS     | USA     | MEX     | BRÉ     | ABU     | 67              | 7e         |
| 2015   | Scuderia Toro Rosso | Renault Energy F1-2015 V6 Turbo | Pirelli | Max Verstappen   | Abd     | 7e      | 17e*    | Abd     | 11e     | Abd     | 15e     | 8e      | Abd     | 4e      | 8e      | 12e     | 8e      | 9e      | 10e     | 4e      | 9e      | 9e      | 16e     | 67              | 7e         |
| 2015   | Scuderia Toro Rosso | Renault Energy F1-2015 V6 Turbo | Pirelli | Carlos Sainz Jr. | 9e      | 8e      | 13e     | Abd     | 9e      | 10e     | 12e     | Abd     | Abd     | Abd     | Abd     | 11e     | 9e      | 10e     | Abd     | 7e      | 13e     | Abd     | 11e     | 67              | 7e         |

Légende : ici
- * Le pilote n'a pas terminé la course mais est classé pour avoir parcouru plus de 90 % de la distance de course.